# Cimetière Chouvalovskoïe
Le cimetière Chouvalovskoïe ou cimetière de Chouvalov (Шуваловское кладбище) est un cimetière de Saint-Pétersbourg situé dans le district de Vyborg au bord du lac de Souzdal. Il s'étend sur 6,85 hectares. Son portail d'entrée donne sur la chaussée de Vyborg.

## Histoire
C'est en 1726 que le colonel Ivan Maximovitch Chouvalov (mort en 1736) acquiert le domaine autour du lac de Souzdal où se forme bientôt la sloboda de Souzdal habitée de paysans venus de la région de Souzdal, puis elle est renommée en village de Spasskoïe (du Sauveur), d'après le vocable de l'église. Une autre version indique que c'est l'impératrice Élisabeth qui aurait donné ces terres au comte Chouvalov (fils d'Ivan Maximovitch) en reconnaissance de son appui pendant la révolution de palais de 1741. Le comte Chouvalov fait construire une église de bois dédiée au Sauveur Le cimetière est formé à côté vers 1768. On y enterre les paysans des environs et à partir du milieu du XIXe siècle des personnalités ayant habité dans des quartiers périphériques de la capitale.   
Pendant le terrible siège de Léningrad, on commence à y enterrer quantité de morts, civils ou militaires. Le cimetière est interdit aux sépultures nouvelles en 1975 et à moitié fermé.  
En se promenant dans ce cimetière, le poète Alexandre Blok a composé son poème Sur le lac («Над озером»).

## Personnalités inhumées
- Piotr Badmaïev (1851-1920), médecin et politicien bouriate
- Vassili Boutoussov (1892-1971) et son frère Mikhaïl (1900-1963), footballeurs
- Vladimir Kourbatov (1878-1957), historien
- Hippolyte Monighetti (1819-1878), architecte
- Vladimir Voronine (1890-1952), capitaine de la marine

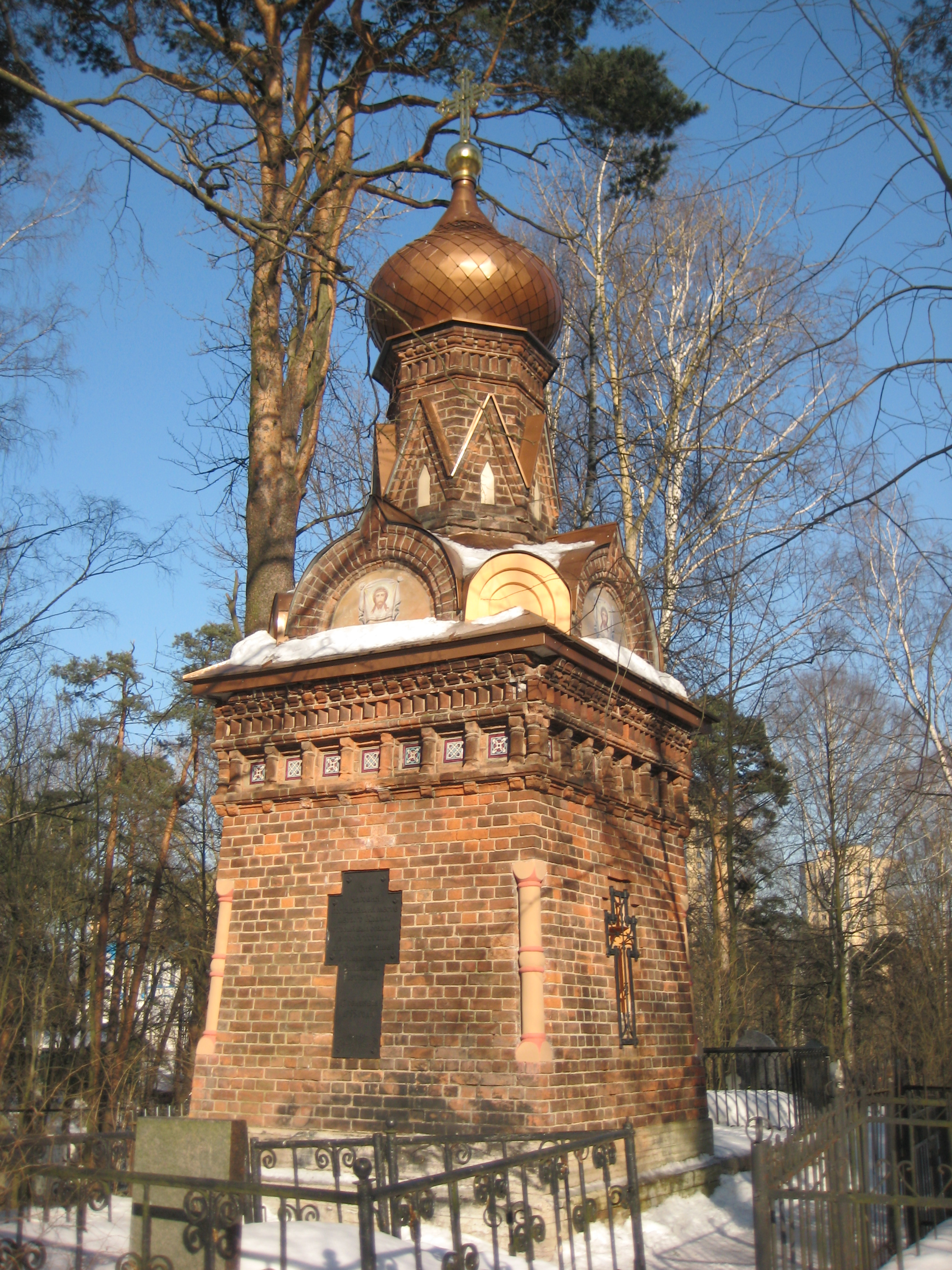
Chapelle à l'emplacement de la première église
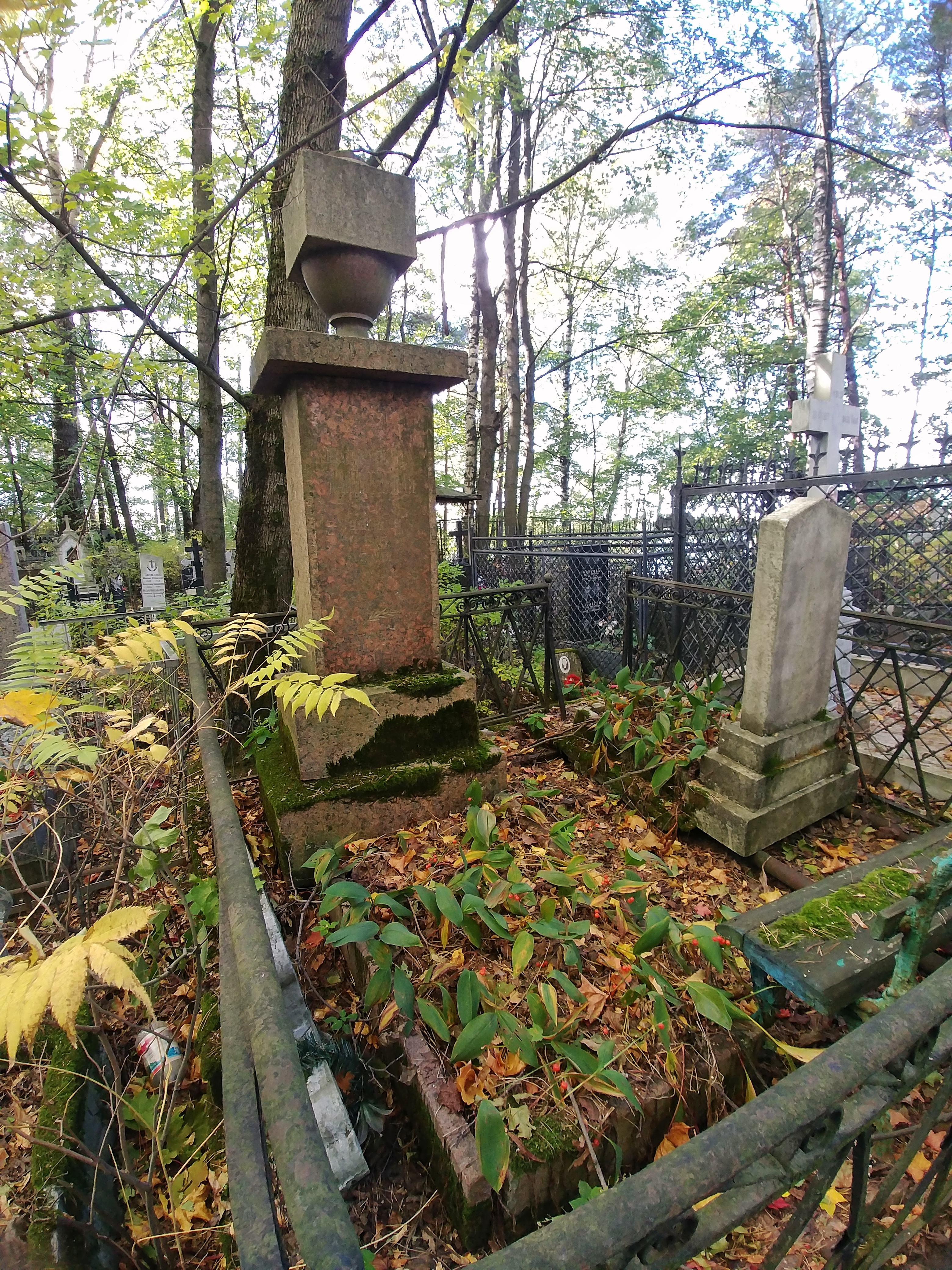
Tombe de l'académicien Victor Danilevski (1898-1960)
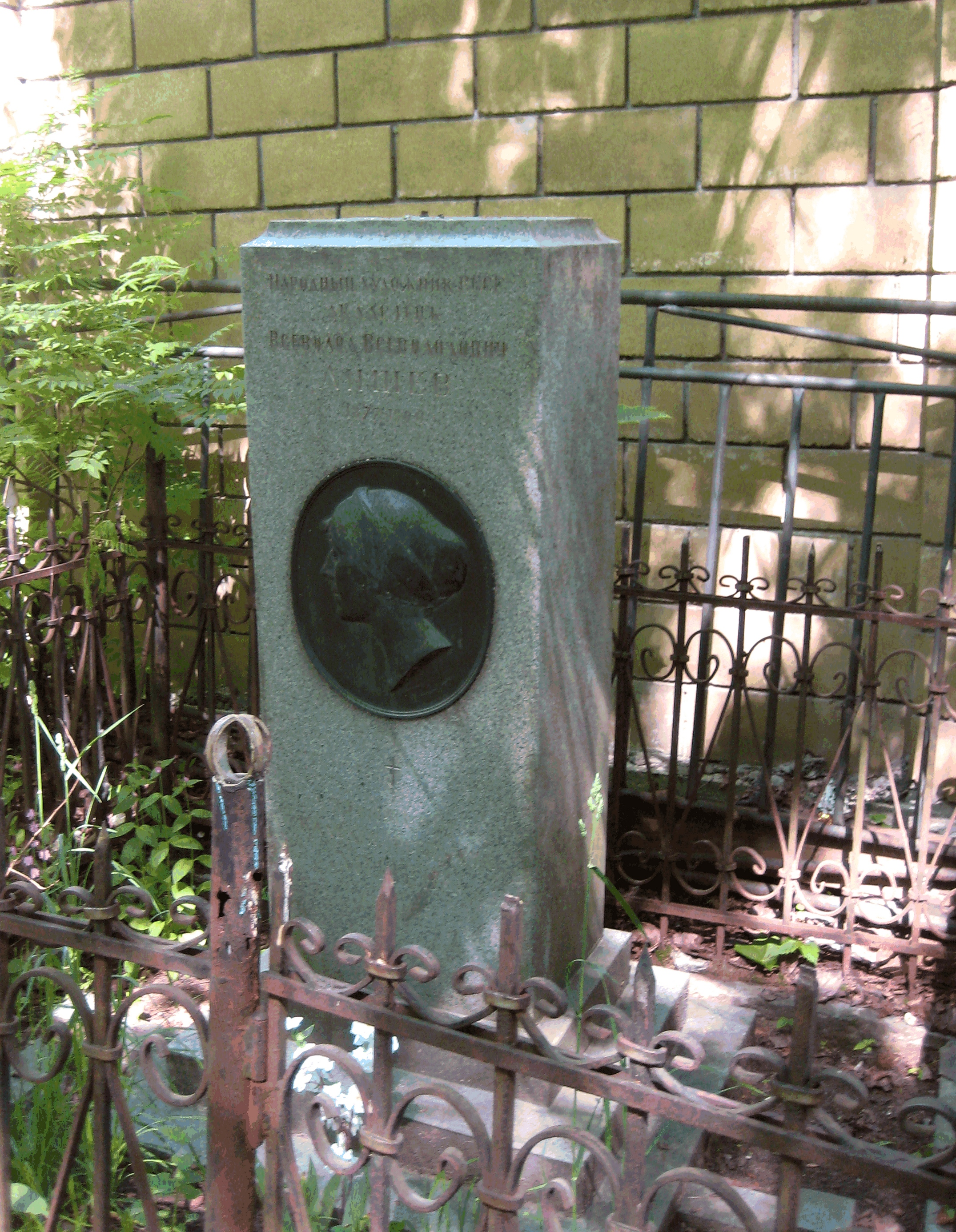
Tombe du sculpteur Vsevolod Lichev (1877-1960) et de son épouse.
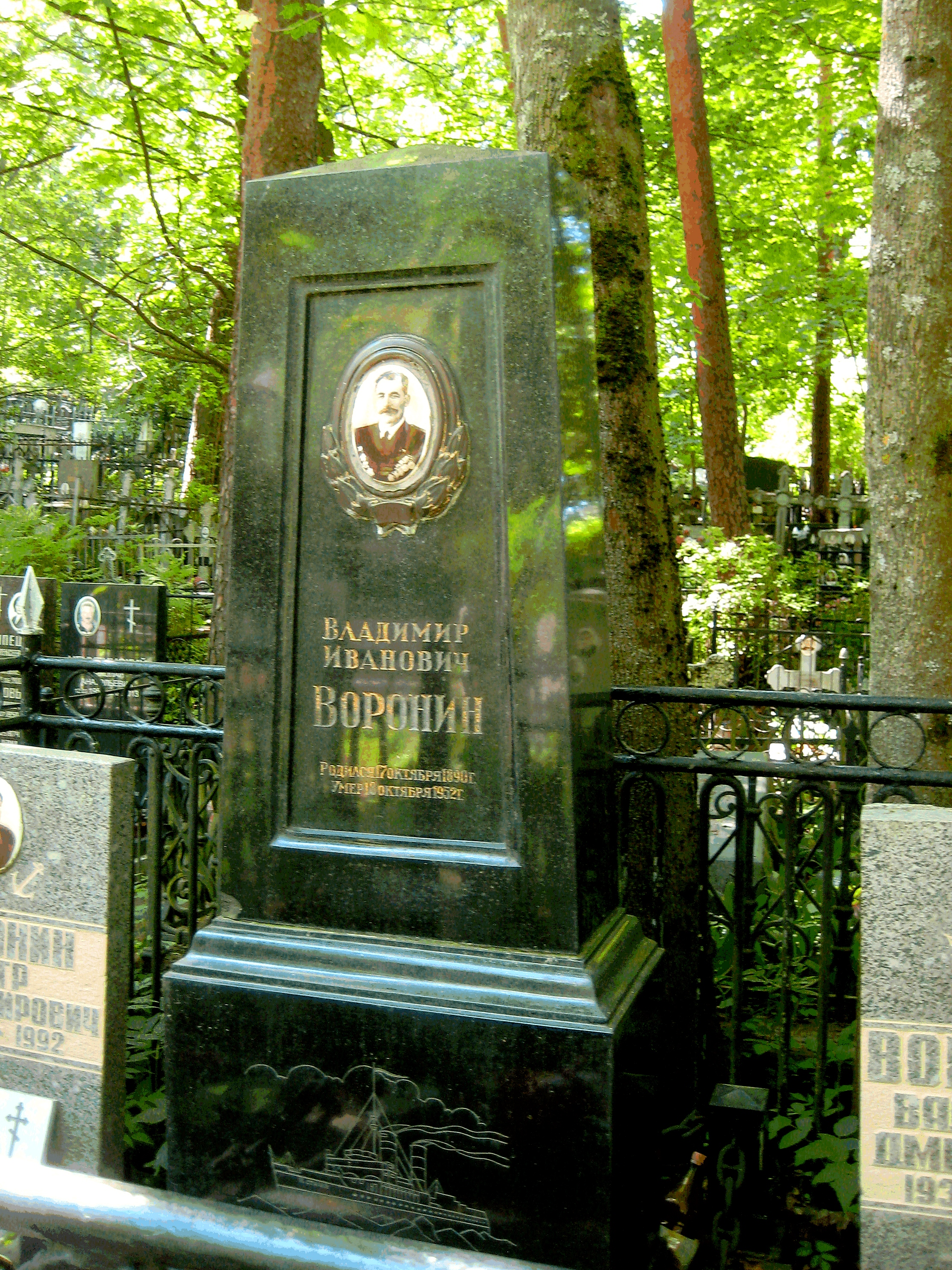
Tombe du capitaine Voronine

## Notes et références

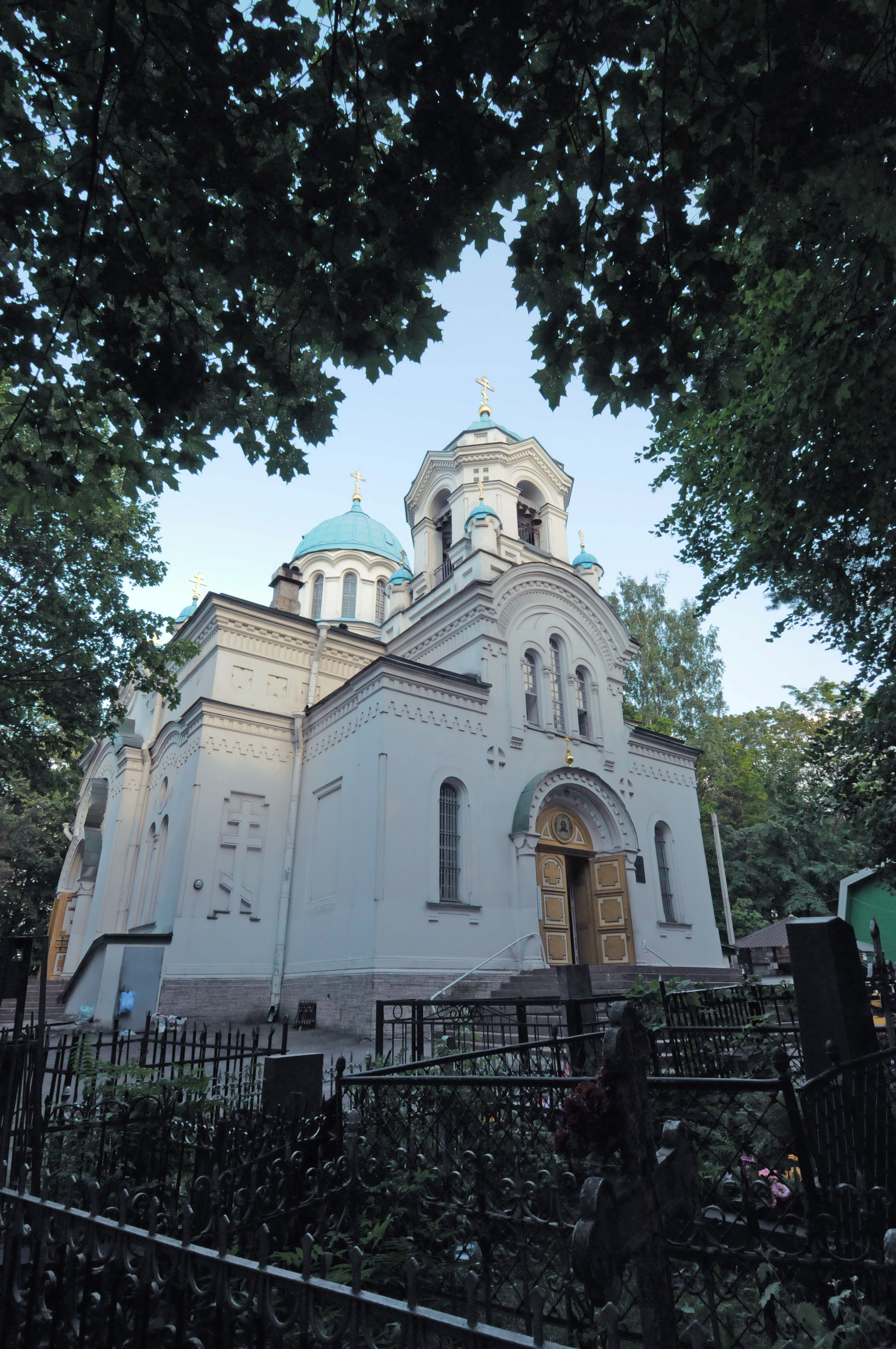
Église du Sauveur.